# Донбасс (батальон)
Батальо́н специального назначения «Донба́сс» (укр. Батальйон спеціального призначення «Донбас») — добровольческий батальон территориальной обороны, сформированный в апреле 2014 года. Входит в состав 15-го отдельного полка Национальной гвардии Украины, в состав которого был включен в 2016 году. На его базе сформированы спецрота «Донбасс» 24-го батальона территориальной обороны «Айдар» Министерства обороны Украины, подчинённая Генеральному штабу Вооружённых сил, и батальон оперативного назначения «Донбасс» Национальной гвардии Украины, подконтрольный МВД Украины, позднее развёрнутый в батальонно-тактическую группу, а также, позднее, 46-й отдельный батальон спецназначения «Донбасс — Украина» Вооружённых сил Украины.
Вскоре после начала формирования «Донбасса» лидер политической партии «Правый сектор» Дмитрий Ярош объявил о создании собственного подразделения с таким же названием «Донбасс» (итоговое название, однако, — ДУК «Правый сектор») Из-за этого СМИ иногда путают эти не связанные друг с другом организации, равно как и три различные части первоначального «Донбасса»: ополчение, территориальное подразделение Министерства обороны и спецподразделение Национальной гвардии.

## История
Формирование отряда «Батальон Донбасс» началось в Днепропетровске в середине апреля 2014 года под руководством Семёна Семенченко, который объявил себя его командиром. Семенченко объявил о записи в добровольческий отряд «Батальон Донбасс» и сборе средств на его экипировку на своей страничке в сети Facebook. Администрация Донецкой области инициативу по формированию вооружённого ополчения не одобрила. Вместо неё, начинание Семенченко поддержал глава Днепропетровской областной государственной администрации Игорь Коломойский, который предоставил в его распоряжение территорию пионерского лагеря для размещения добровольцев. Семенченко отрицает версию о финансировании отряда Коломойским, по его словам отряд содержится исключительно за счёт добровольных пожертвований населения, «ни одной копейки от олигархов мы не взяли».
Формирование отряда проходило при содействии Штаба национальной обороны Днепропетровской области (укр. Штаб національного захисту Дніпропетровської області). Отряд Семенченко стал структурным подразделением создаваемого по образцу резерва израильского ЦАХАЛа — Полка национальной защиты Днепропетровской области (укр. Полк національного захисту Дніпропетровської області), предоставившего бойцам Семенченко казармы и питание.
30 апреля 2014 года Министерство обороны Украины приняло официальное решение о создании и вооружении батальонов территориальной обороны в каждой области Украины. Это решение подвело юридическую базу под функционирования добровольческого отряда «Донбасс» в качестве вооружённой единицы. Часть отряда теперь стала именоваться «24-й батальон территориальной обороны Министерства обороны Украины».
29 мая 2014 года Семенченко согласился с предложением главы МВД Украины Арсена Авакова о создании на основе отряда батальона специального назначения «Донбасс» Национальной гвардии Украины (НГУ). Планировалось, что создаваемый отряд спецназа будет заниматься проведением разведывательных, противодиверсионных и штурмовых операций, а также прикрытием государственной границы на востоке Украины. Штатное расписание — 460 бойцов.
В июле 2014 года подразделение перешло на государственную службу и было переформировано в батальон оперативного назначения «Донбасс» Национальной гвардии Украины, подконтрольный МВД Украины, и спецроту «Донбасс» 24-го батальона территориальной обороны «Айдар» Министерства обороны Украины, подчинённый Генеральному штабу Вооружённых сил.
Оставшихся в отряде «Батальон Донбасс» добровольцев-ополченцев, не подписавших контракты с Министерством обороны и МВД, планируется задействовать для охраны различных объектов в четырёх районах Западного Донбасса — Добропольском, Великоновоселковском, Красноармейском и Александровском.
4 сентября по итогам встречи между представителями Минобороны Украины и инициативной группы добровольческих подразделений Министерства внутренних дел Украины (куда вошли представители батальонов «Донбасс», «Днепр-1» и «Азов») последние выразили желание быть переведёнными в ряды Вооружённых сил Украины, что позволит им получить и использовать тяжёлое вооружение и технику.

## Численность и комплектование
По состоянию на 21 мая 2014 года реальное количество бойцов отряда не превышало 120 человек. По утверждению Семенченко, более 75 % личного состава батальона составляли жители Донбасса. До 6 июня в подразделение, по словам Семенченко, записалось более 800 добровольцев, что в два раза превышает необходимое количество. К началу августа по словам Семенченко численность батальона составляла 500 человек, с учётом резерва — 4,5 тысячи. 9 сентября 2014 года Семен Семенченко заявил, что батальон «Донбасс» будет расширен до состава полка и ему будет придана тяжёлая бронетехника.
В начале июня 2014 года добровольцы спецбатальона «Донбасс» приступили к тренировкам на полигоне Бригады оперативного назначения НГУ «Барс» в Новых Петровцах (Киевская область). По состоянию на 7 июня 2014 года количество добровольцев в спецбатальоне составило 630 человек, что превысило установленную штатную численность в 430 человек. В создаваемый элитный спецбатальон разрешено переводиться для дальнейшего прохождения службы солдатам регулярных частей украинской армии.

### Участие иностранных граждан
После передислокации тренировочной базы батальона под Киев в его состав вступили добровольцы из Белоруссии. По состоянию на июнь 2014 года в батальоне 8 белорусов, ещё 15 подали заявления на зачисление.
В батальоне служит грузин — ветеран войны 2008 года по имени Серго Зумбулидзе, его позывной — «Доберман». По его утверждению, в батальоне он служит добровольно и не получает за это денег, а приехал на Украину, так как женат на украинке.
По данным гражданина Франции Юрия Юрченко, находившегося в плену у «Донбасса» Ираклий Курасбедиани — вице-полковник, бывший начальник департамента военной разведки министерства обороны Грузии служит в батальоне «консультантом по военной разведке».
Также в подразделении служит испанец, приехавший на Украину за год до событий. Изначально он оказывал батальону материальную помощь, однако позднее вступил непосредственно в батальон.
В середине июня 2014 года командир батальона Семён Семенченко обратился к Президенту Украины Петру Порошенко с просьбой предоставить иностранным добровольцам украинское гражданство. По его сообщению — в списке 15 иностранцев: «все граждане Грузии, Беларуси, России и Испании, которые длительное время проживают на территории Украины, являются добровольцами, имеют опыт и выражают искреннее стремление защищать Украину от внешней агрессии».

### Техника и вооружение
Первоначально личный состав батальона был обмундирован в униформу чёрного цвета и вооружён стрелковым оружием, в том числе автоматами АКС-74У и АК-74. Техника — предоставленные волонтерами автомобили, включая 1 БТР-60.

## Участие в боевых действиях
15 мая 2014 года батальон участвовал в рейде на районный центр Великую Новосёлку.
22 мая командир батальона Семён Семенченко заявил о восстановлении контроля украинских властей над Володарским районом.
23 мая бойцы батальона попали в засаду, организованную батальоном «Восток» в районе села Карловка. В ходе боя, продолжавшегося более четырёх часов, Семенченко на своей странице в Facebook предложил батальону «Восток» обменяться пленными, указав: «Если что-то случится с нашими людьми — будет террор в самом городе!» Позже сообщение было отредактировано, и последнее предложение было удалено. Ряд СМИ интерпретировал это сообщение как угрозу мирным жителям. По словам Семенченко, потери батальона «Донбасс» составили 4 человека убитыми, 1 умер от ран, около 20 ранеными, несколько попали в плен.
4 июня в городе Изюме состоялось совещание политического, военного и милицейского руководства Украины по координации действий добровольческих батальонов «Донбасс» и «Азов» с другими воинскими подразделениями, в котором приняли участие председатель Верховной рады Украины Александр Турчинов, министр внутренних дел Украины Арсен Аваков, представители силовых ведомств, а также командиры обоих батальонов. На совещании были продемонстрированы образцы современной бронетехники производства завода имени Малышева — боевые бронированные машины «Дозор», которыми планируется оснастить батальон «Донбасс». Семенченко заявил, что с такой бронетехникой он готов освободить Донецк.
24 июля батальон совместно с 24-й бригадой ВСУ занял Лисичанск, который в течение нескольких дней до этого переходил из рук в руки.
В июне 2019 года бывший начальник Генштаба ВСУ генерал-полковник Виктор Муженко сообщил в эфире UATV, что в 2014 году украинские летчики по ошибке нанесли удар по колонне батальона «Донбасс»: «Лётчики эту колонну видели. В основном там была гражданская техника, школьные автобусы и так далее,— рассказал он. — А потом мы долго разбирались, чья же это колонна». По словам Муженко, от удара никто не пострадал.
По словам Семенченко, к 10 октября потери батальона составили 52 человека убитыми и 120 ранеными. За 2 месяца из состава «Донбасса» были изгнаны 140 добровольцев за мародёрство, невыполнение приказов или излишнюю жестокость к пленным. После этого было набрано ещё 400 новых добровольцев.
14 декабря Семён Семенченко заявил о планах блокировки гуманитарной помощи и грузов, направляемых на территорию ДНР, «до освобождения заложников».

## Оценки
Батальон «Донбасс» стал объектом внимания международных СМИ, его посетили журналисты Reuters, Associated Press, Дании и Нидерландов.
4 июня 2014 года в Генеральную прокуратуру Российской Федерации — орган, осуществляющий надзор за соблюдением Конституции Российской Федерации и исполнением законов, действующих на территории Российской Федерации, депутатом Государственной Думы РФ от фракции «Справедливая Россия» Олегом Михеевым было направлено обращение о рассмотрении деятельности и признании террористическими формированиями украинских батальонов «Днепр» и «Донбасс», действующих на территории Украины и под украинской юрисдикцией.

## Обвинения в нарушении прав человека

### 2014 год
Латвийский политический деятель, глава Партии действия (латыш.Rīcības partija) Эйнарс Граудиньш (латыш. Einārs Graudiņš), побывавший с группой экспертов ОБСЕ[./Донбасс_(батальон)#cite_note-51 [51]] в Донецкой области, в своём интервью «Российской газете» в 2014 году заявил, что зафиксировал многочисленные факты совершённых бойцами батальона мародёрства, бессудных расправ в отношении мирных жителей, изнасилований, в том числе несовершеннолетних.
В специальном докладе управления верховного комиссара ООН по нарушениям прав человека и международного гуманитарного права во время боёв под Иловайском в 2014 году утверждается, что члены батальона «Донбасс» причастны к пыткам и жестокому обращению с гражданскими заключёнными, которые содержались в период с 18 по 28 августа в иловайской школе № 14 (п. 9). После того, как украинские силы были выбиты из Иловайска, а батальон «Донбасс» оставил место своего расположения во дворе школы № 14 было обнаружено групповое захоронение с тремя телами гражданских лиц (п. 47). По свидетельским показаниям, собранным сотрудниками ООН, непосредственное отношение к их убийствам имел личный состав батальонов «Донбасс» и «Днепр-1» (п. 48-49). Кроме этого стало известно, что многие заключённые долгое время содержались в большом металлическом шкафу, откуда их выводили на допросы и подвергали избиениям. Этот металлический шкаф имел размеры 200×80×200 см, в нём было жарко, душно и темно; количество находящихся в нём людей достигало 20 человек (п. 57). Один из пострадавших заявил, что помимо побоев, ему угрожали физической расправой, «прибиванием гвоздями», отрезанием пальцев, кроме этого заставляли раздеваться догола (п. 58). Некоторых задержанных местных жителей бойцы батальона «Донбасс» заставляли копать траншеи, не давая ни воды, ни еды (п. 61). Один 66-летний мужчина попробовал отказаться от этой работы, за что ему были нанесены побои в область груди и рёбер.
В 16-м отчёте управления верховного комиссара ООН задокументированы случаи участия членов батальона «Донбасс» в похищении людей. Например, в период с августа по ноябрь 2014 года имели место три отдельные случая взятия гражданских лиц в заложники. Захваченных отвезли на базу батальона в Покровске, подвергали жестокому обращению и пыткам в целях получения выкупа. Один из пострадавших заявил: «боль была такой невыносимой, что я хотел умереть». В этом же отчёте указано, что большинство членов добровольческих батальонов, которые нарушали права человека, не было предано суду, а следствие против них сталкивается с противодействием на политическом уровне. Например, пятеро членов батальона «Донбасс», которым были предъявлены обвинения в совершении преступлений против мирного населения (похищения людей, вооружённый грабёж, вымогательства, бандитизм и т. п.), были освобождены под личные гарантии украинских депутатов из-за угроз и политического давления, которые те оказали на судей.
В 14-м отчёте управления верховного комиссара ООН описан случай в 2014 году группового изнасилования бойцами батальонов «Азов» и «Донбасс» умственно отсталого инвалида, что привело к значительному ухудшению его состояния здоровья и госпитализации в психиатрическую клинику. По данным управления, число насильников составляло от 8 до 10 человек. Этот случай вместе с рядом других преступлений сексуального характера привлёк внимание межфракционного депутатского объединения Украины «Запрещено запрещать»
В 9-м отчёте управления верховного комиссара ООН (п. 72) отмечено, что по данным на 4 февраля 2015 года в отношении личного состава украинских батальонов «Айдар» и «Донбасс» возбуждено 26 уголовных дел, связанных с нарушением прав человека.